# Oľga Textorisová
Oľga Textorisová, psedonimy: Fata Morgana, Janko Jedľa, K. Olšanská, S.F. Šidlo, Žofia Rovenská (ur. 23 listopada 1880 w Revúcy, zm. 4 czerwca 1938 w Blatnicy) – słowacka poetka, pisarka, dramaturg, autorka książek dla dzieci i młodzieży, pedagog.

## Życiorys
Oľga była córką Andreja Textorisa i Antonii Kuorkovej. Jej siostra, Izabela Textorisová, była botanikiem. W latach 1890–1891
uczęszczała do szkoły w Martinie, kolejne trzy lata uczyła się w Bańskiej Bystrzycy i w Preszowie, gdzie w 1904 zdała maturę. Do 1904 roku pracowała na poczcie w Blatnice, w 1904 roku podjęła pracę jako nauczycielka we wsi Krpeľany, w latach 1904–1907 w Blatnicy, w latach 1907–1919 uczyła w szkole słowacko-chorwackiej w Starej Pazovej i 1919 – 1938 ponownie w Blatnicy.
W 1899 roku debiutowała w magazynie Dennici opowiadaniem Na trati, gdzie opublikowała kolejne opowiadania (Hárem, Ráno a poludnie, Hľadanie šťastia, Odrazené šípy, Zvyknutou cestou, Meniny, Púť nocou, Starým chodníčkom) i wiersze (Nehnevaj sa!, Nedostižná, Nemôž zabudnúť). Pośmiertnie, w 1947 roku, wydano jej na selekcja jej dziennikarstwa została opublikowana pod tytułem Wykład Olgi Textoris (1947, redaktor J. V. Ormis). Oľga Textorisová poświęciła się pracy społeczno-edukacyjnej, wzięła na wychowanie pięć dziewczynek, w tym sierotę, córkę zmarłej przyjaciółki, która została znaną poetką Mašą Haľamovą.

## Wybrane dzieła

### Proza
- 1899 – Na trati

### Dramaty
- 1937 – Boží šafari
- 1937 – Čistota pol života
- 1937 – Krajčírkin sen
- 1937 – Matka a deti pri lampe pred Vianocami

### Książki dla dzieci i młodzieży
- 1926 – Tri rozprávky
- 1934 – Snehuľka a trpaslici
- 1937 – Matka a deti pri lampe pred Vianocami
- 1937 – Návšteva z rozprávkovej ríše
- 1937 – Stratené peniaze
- 1937 – Zima a jej poslovia